# Gassed
Gassed – obraz olejny namalowany przez amerykańskiego malarza Johna Singera Sargenta w 1919. Dzieło znajdujące się w zbiorach Imperial War Museum w Londynie, w 2017 było eksponowane w różnych instytucjach kultury w Ameryce Północnej – do stolicy Wielkiej Brytanii ma powrócić pod koniec 2018. Scena przedstawiona na obrazie jest następstwem ataku z użyciem gazu musztardowego na froncie zachodnim I wojny światowej w sierpniu 1918, czego naocznym świadkiem był autor obrazu.

## Opis
Na monumentalnym obrazie Sargenta (231 × 611 cm) widać dziesięciu żołnierzy Brytyjskiego Korpusu Ekspedycyjnego oślepionych gazem musztardowym. Ślepcy z zabandażowanymi oczami, ustawieni jeden za drugim z ręką na ramieniu kolegi, idą po deskach ułożonych na mokrej ziemi prowadzeni przez sanitariusza do szpitala polowego. Jeden z piechurów prawą nogę ma podniesioną przesadnie wysoko, jakby wchodził po schodach, a inny odwrócony jest tyłem do widza. W tle po prawej jest kolejna grupa oślepionych gazem żołnierzy, w tym jeden pochylony i wymiotujący. Na pierwszym planie bliżej widza leży jeszcze jedna grupa oślepionych gazem – jeden z nich pije z manierki. Za grupą stojących piechurów leży tłum rannych żołnierzy, po prawej stronie widoczne są liny namiotów szpitala polowego. W tle rozgrywa się mecz piłkarski, oświetlony wieczornym słońcem.
Dzięki obrazowi widz może zwrócić uwagę na kierowanie ofiarami, brak odzieży ochronnej, wpływ ataku gazowego na ludzi oraz zwykłe wydarzenia z nim związane – mecz piłki nożnej trwa w najlepsze. Sargent w bardzo umiejętny sposób zwraca uwagę widza na dotykowe związki między ślepymi ludźmi; jest szansa że żołnierze odzyskają wkrótce wzrok, ale z ich zachowania i wyglądu bije ogólne wrażenie cierpienia. Ledwo dostrzegalni na obrazie piłkarze wyglądają fizycznie i wizualnie bardzo dobrze, czym stanowią kontrast do ślepców.
Obraz Johna Singera Sargenta nawiązuje do dzieła Ślepcy autorstwa Pietera Bruegla.

## Galeria

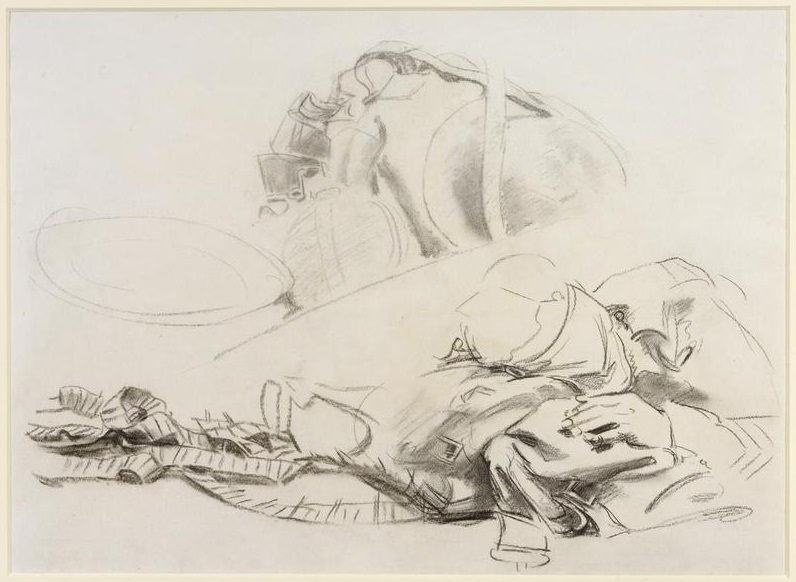
Śpiący żołnierz
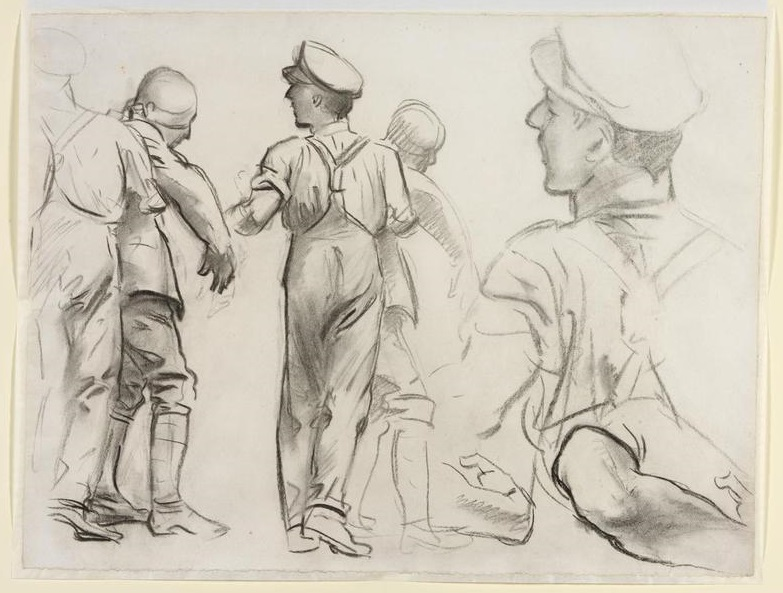
Sanitariusze prowadzą rannych
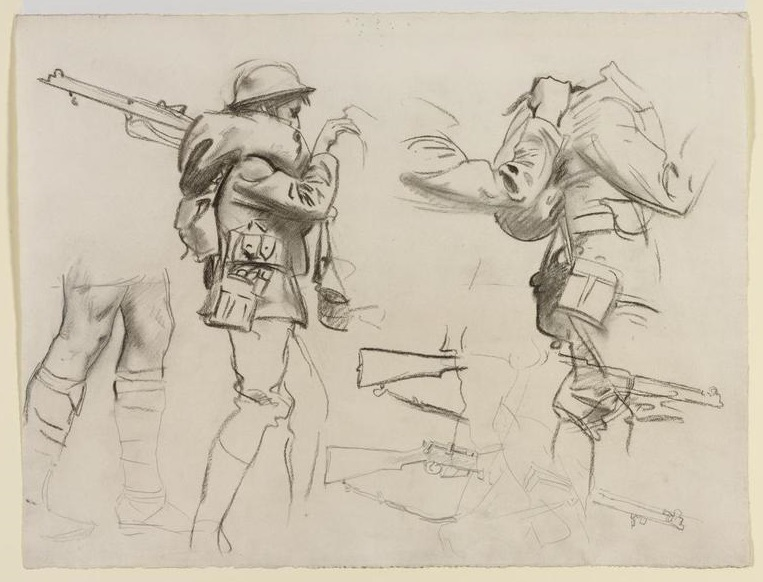
Żołnierze z karabinami
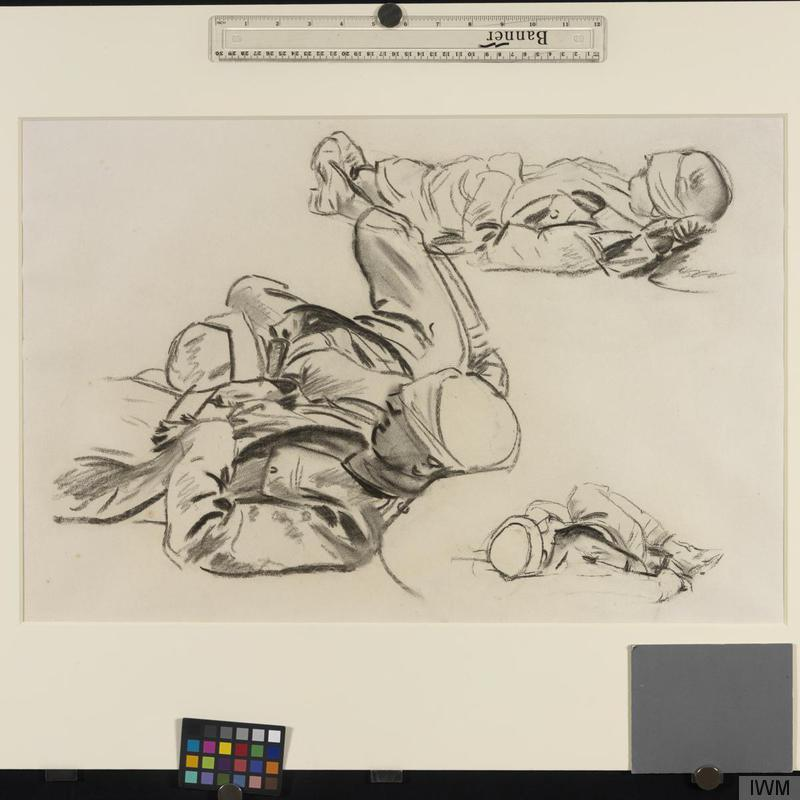
Ranni żołnierze
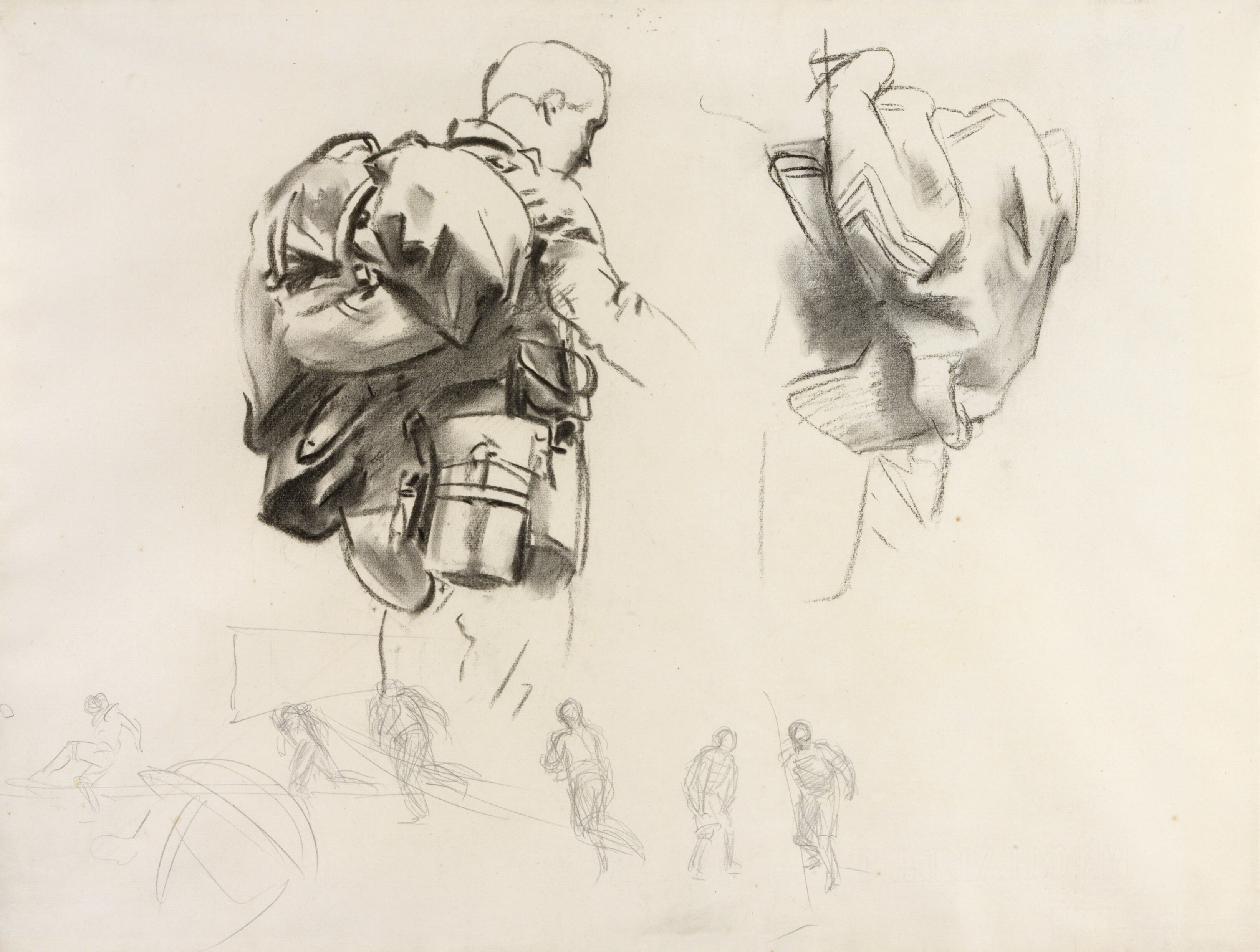
Żołnierz z torbą
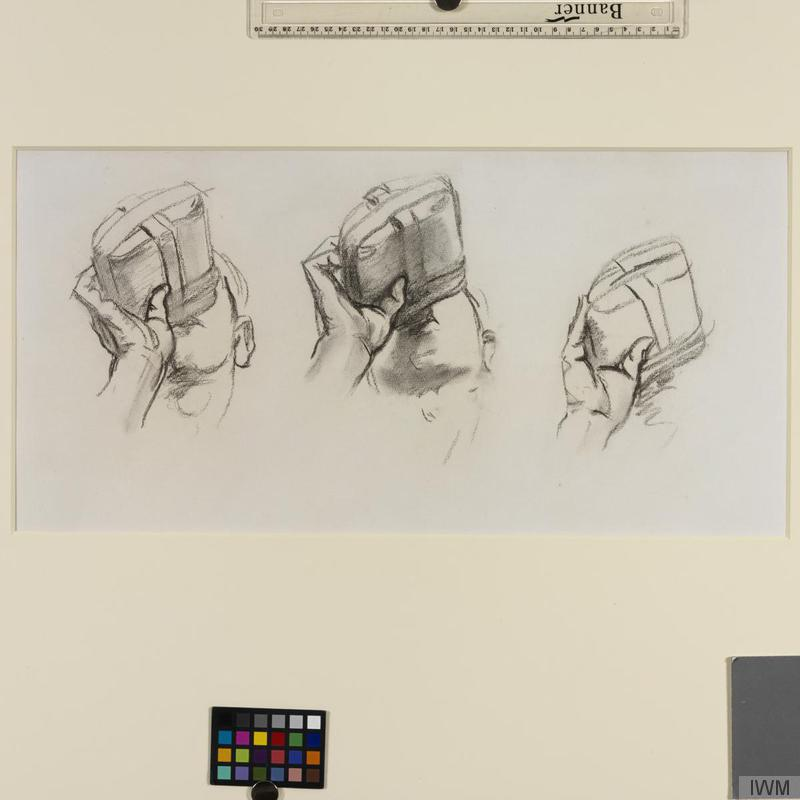
Szkice żołnierza pijącego wodę pitną
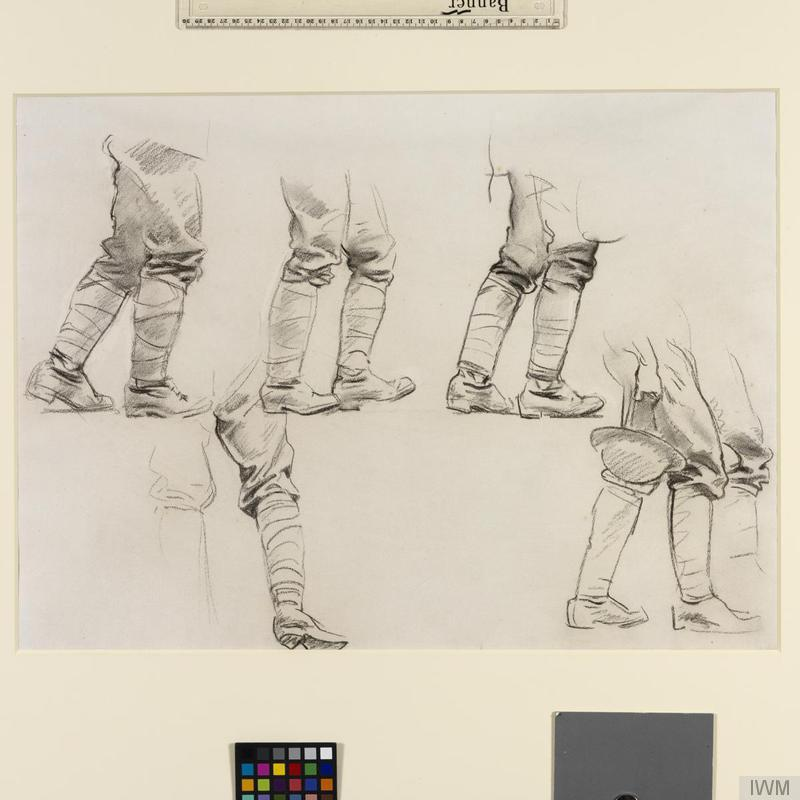
Pięć par nóg
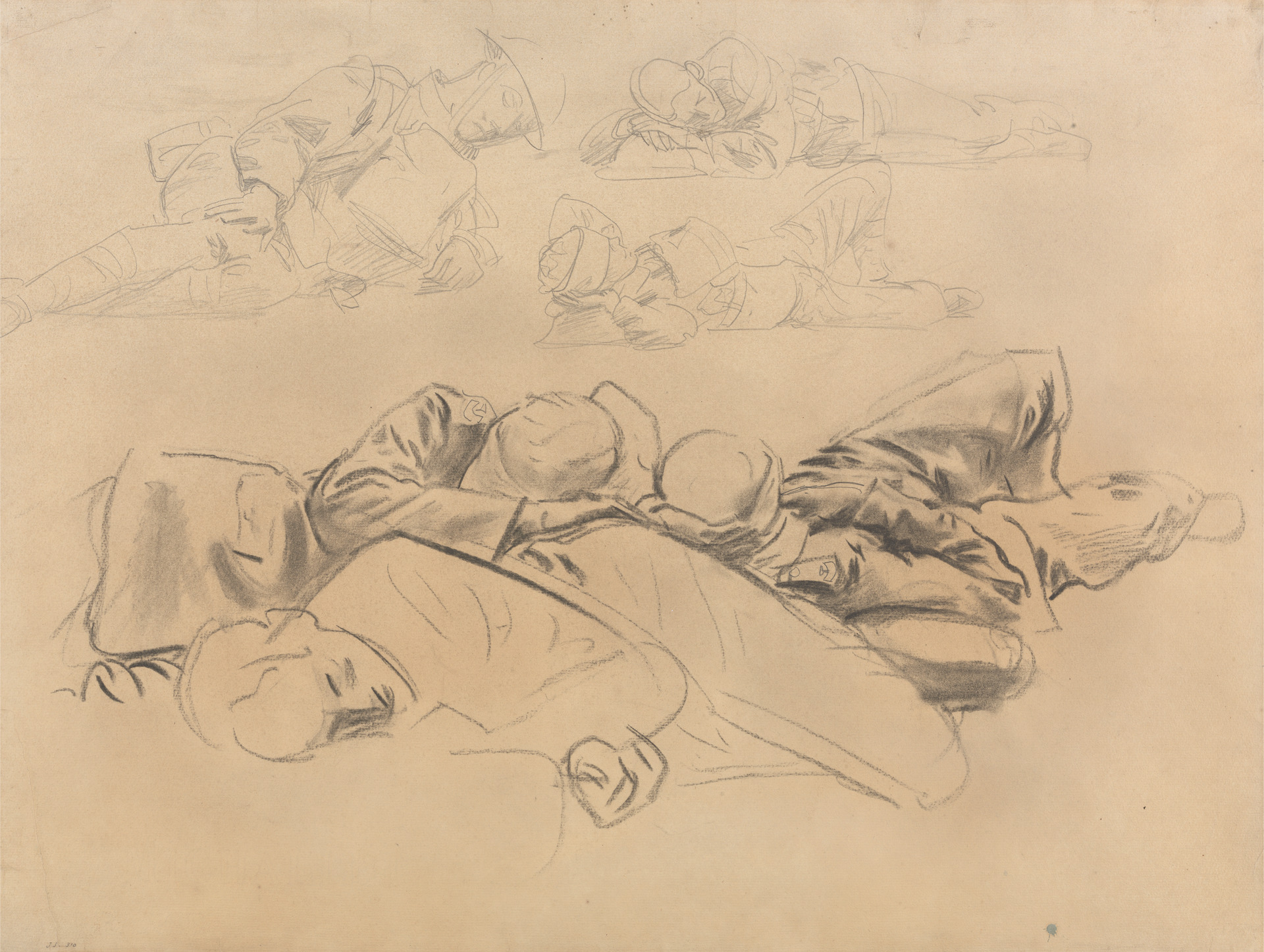
Leżący żołnierze
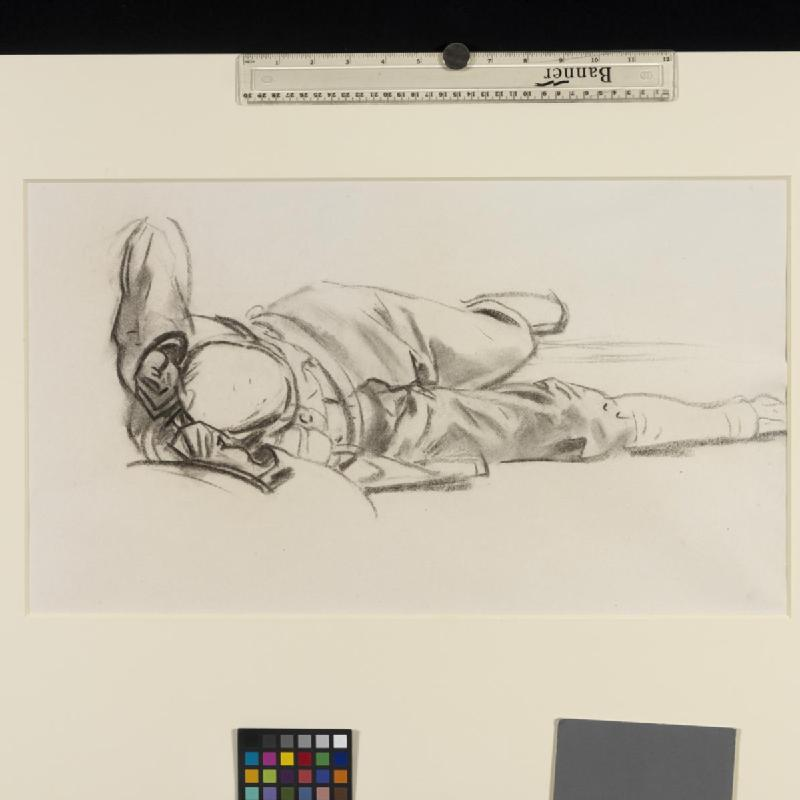
Leżący żołnierz
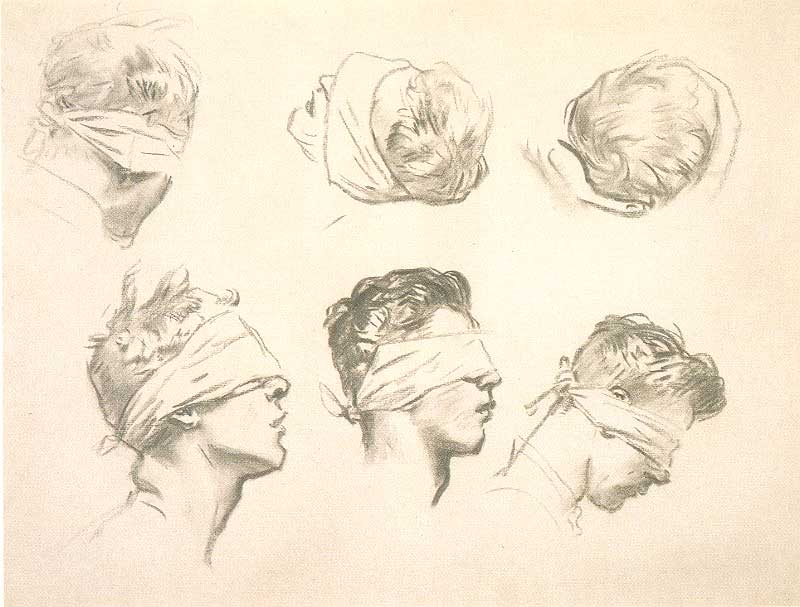
Sześć szkiców
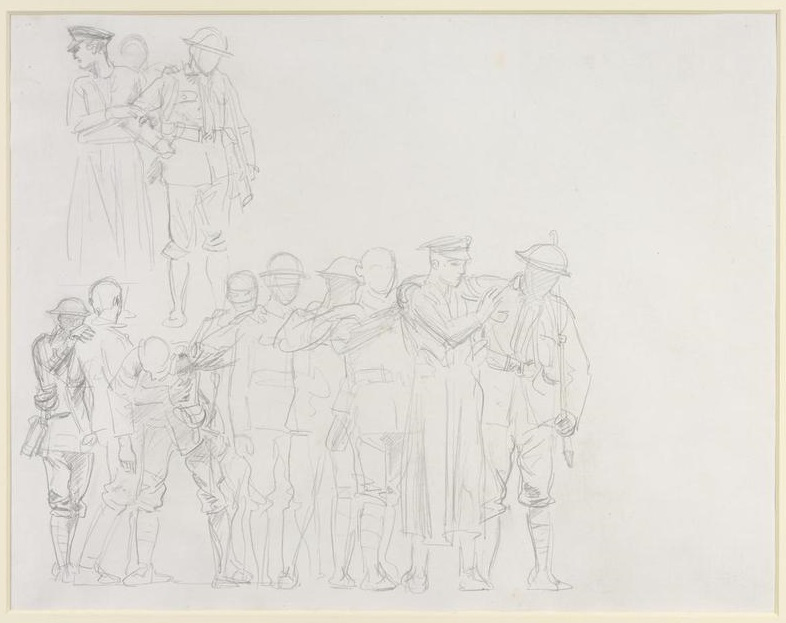
Żołnierze w kolejce
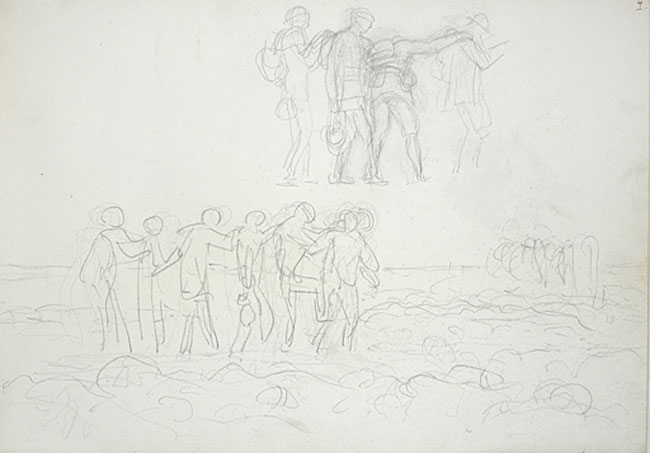
Dwie grupy żołnierzy